# لونگاویلا
لونگاویلا (به ایتالیایی: Lungavilla) یک کومونه در ایتالیا است که در استان پاویا واقع شده‌است. لونگاویلا ۶٫۸۲ کیلومتر مربع مساحت و ۲٬۴۲۰ نفر جمعیت دارد و ۷۴ متر بالاتر از سطح دریا واقع شده‌است.